# سیارک ۱۰۰۹۵
سیارک ۱۰۰۹۵ (به انگلیسی: 10095 Carlloewe، نامگذاری:1991RP2) ده هزار و نود و پنجمین سیارک کشف شده‌است که در ۹ سپتامبر ۱۹۹۱ کشف شد.
قدر مطلق سیارک برابر ۱۲٫۶۰ است.